# Canton de Cœur de Puisaye
Le canton de Cœur de Puisaye est une circonscription électorale française située dans le département de l'Yonne et la région Bourgogne-Franche-Comté.

## Histoire
Un nouveau découpage territorial de l'Yonne entre en vigueur à l'occasion des premières élections départementales suivant le décret du 13 février 2014. Les conseillers départementaux sont, à compter de ces élections de mars 2015, élus au scrutin majoritaire binominal mixte. Les électeurs de chaque canton élisent au Conseil départemental, nouvelle appellation du Conseil général, deux membres de sexe différent, qui se présentent en binôme de candidats. Les conseillers départementaux sont élus pour 6 ans au scrutin binominal majoritaire à deux tours, l'accès au second tour nécessitant 12,5 % des inscrits au 1er tour. En outre la totalité des conseillers départementaux est renouvelée. Ce nouveau mode de scrutin nécessite un redécoupage des cantons dont le nombre est divisé par deux avec arrondi à l'unité impaire supérieure si ce nombre n'est pas entier impair, assorti de conditions de seuils minimaux. Dans l'Yonne, le nombre de cantons passe ainsi de 42 à 21.
Le canton de Cœur de Puisaye est créé par ce décret. Il est formé de communes des anciens cantons de Toucy (12 communes), de Bléneau (7 communes) et de Saint-Fargeau (5 communes). Il est entièrement inclus dans l'arrondissement d'Auxerre. Le bureau centralisateur est situé à Toucy.

## Représentation
| Période élective | Période élective | Mandat | Mandat   | Identité                 | Nuance | Nuance | Qualité |
| ---------------- | ---------------- | ------ | -------- | ------------------------ | ------ | ------ | --- |
| 2015             | 2021             | 2015   | 2021     | Pascal Bourgeois         |        | DVD    | Chef d'entreprise à Toucy 9e Vice-Président du Conseil départemental Ancien conseiller général du Canton de Toucy                                     |
| 2015             | 2021             | 2015   | 2021     | Isabelle Froment-Meurice |        | LR     | Chef d'entreprise à Courbevoie (Hauts-de-Seine) 6e Vice-Présidente du Conseil Départemental de l'Yonne 1re Adjointe au Maire de Villiers-Saint-Benoit |
| 2021             | 2028             | 2021   | en cours | Gilles Abry              |        | DVD    | Agriculteur, maire de Leugny |
| 2021             | 2028             | 2021   | en cours | Isabelle Froment-Meurice |        | LR     | Conseillère sortante, 4e vice-présidente du conseil départemental, chargée de la promotion touristique et culturelle                                  |

### Résultats détaillés

#### Élections de mars 2015
À l'issue du 1er tour des élections départementales de 2015, deux binômes sont en ballottage : Marie-Hélène Duniel et Ludovic Vigreux (FN, 34,28 %) et Pascal Bourgeois et Isabelle Froment-Meurice (Union de la Droite, 25,18 %). Le taux de participation est de 54,89 % (6 833 votants sur 12 448 inscrits) contre 51,97 % au niveau départemental et 50,17 % au niveau national.
Au second tour, Pascal Bourgeois et Isabelle Froment-Meurice (Union de la Droite) sont élus avec 55 % des suffrages exprimés et un taux de participation de 55,82 % (3 390 voix pour 6 948 votants et 12 448 inscrits).
Pascal Bourgeois a quitté LR. 

#### Élections de juin 2021
Le premier tour des élections départementales de 2021 est marqué par un très faible taux de participation (33,26 % au niveau national). Dans le canton de Cœur de Puisaye, ce taux de participation est de 37,31 % (4 360 votants sur 11 685 inscrits) contre 35,12 % au niveau départemental. À l'issue de ce premier tour, deux binômes sont en ballottage : Annick Bethuel et Daniel Grenon (RN, 25,13 %) et Gilles Abry et Isabelle Froment-Meurice (Union à droite, 22,18 %).
Le second tour des élections est marqué une nouvelle fois par une abstention massive équivalente au premier tour. Les taux de participation sont de 34,36 % au niveau national, 36,29 % dans le département et 38,11 % dans le canton de Cœur de Puisaye. Gilles Abry et Isabelle Froment-Meurice (Union à droite) sont élus avec 62,35 % des suffrages exprimés (2 458 voix pour 4 453 votants et 11 685 inscrits),,.

## Composition
Le canton de Cœur de Puisaye comprend vingt-quatre communes entières.
| Nom                           | Code Insee | Intercommunalité       | Superficie (km2) | Population (dernière pop. légale) | Densité (hab./km2) | Modifier                                    |
| ----------------------------- | ---------- | ---------------------- | ---------------- | --------------------------------- | ------------------ | ------------------------------------------- |
| Toucy (bureau centralisateur) | 89419      | CC de Puisaye-Forterre | 34,85            | 2 562 (2022)                      | 74                 | modifier les données · modifier les données |
| Beauvoir                      | 89033      | CC de Puisaye-Forterre | 6,72             | 394 (2022)                        | 59                 | modifier les données · modifier les données |
| Bléneau                       | 89046      | CC de Puisaye-Forterre | 39,41            | 1 146 (2022)                      | 29                 | modifier les données · modifier les données |
| Champcevrais                  | 89072      | CC de Puisaye-Forterre | 32,73            | 311 (2022)                        | 9,5                | modifier les données · modifier les données |
| Champignelles                 | 89073      | CC de Puisaye-Forterre | 53,29            | 896 (2022)                        | 17                 | modifier les données · modifier les données |
| Diges                         | 89139      | CC de Puisaye-Forterre | 35,84            | 1 059 (2022)                      | 30                 | modifier les données · modifier les données |
| Dracy                         | 89147      | CC de Puisaye-Forterre | 21,86            | 237 (2022)                        | 11                 | modifier les données · modifier les données |
| Égleny                        | 89150      | CC de Puisaye-Forterre | 8,02             | 451 (2022)                        | 56                 | modifier les données · modifier les données |
| Fontaines                     | 89173      | CC de Puisaye-Forterre | 25,18            | 462 (2022)                        | 18                 | modifier les données · modifier les données |
| Lalande                       | 89217      | CC de Puisaye-Forterre | 10,13            | 133 (2022)                        | 13                 | modifier les données · modifier les données |
| Lavau                         | 89220      | CC de Puisaye-Forterre | 55,06            | 391 (2022)                        | 7,1                | modifier les données · modifier les données |
| Leugny                        | 89221      | CC de Puisaye-Forterre | 13,34            | 317 (2022)                        | 24                 | modifier les données · modifier les données |
| Mézilles                      | 89254      | CC de Puisaye-Forterre | 52,42            | 516 (2022)                        | 9,8                | modifier les données · modifier les données |
| Moulins-sur-Ouanne            | 89272      | CC de Puisaye-Forterre | 10,19            | 279 (2022)                        | 27                 | modifier les données · modifier les données |
| Parly                         | 89286      | CC de Puisaye-Forterre | 20,77            | 827 (2022)                        | 40                 | modifier les données · modifier les données |
| Pourrain                      | 89311      | CC de Puisaye-Forterre | 23,84            | 1 284 (2022)                      | 54                 | modifier les données · modifier les données |
| Rogny-les-Sept-Écluses        | 89324      | CC de Puisaye-Forterre | 32,59            | 699 (2022)                        | 21                 | modifier les données · modifier les données |
| Ronchères                     | 89325      | CC de Puisaye-Forterre | 11,33            | 88 (2022)                         | 7,8                | modifier les données · modifier les données |
| Saint-Fargeau                 | 89344      | CC de Puisaye-Forterre | 67,20            | 1 466 (2022)                      | 22                 | modifier les données · modifier les données |
| Saint-Martin-des-Champs       | 89352      | CC de Puisaye-Forterre | 34,22            | 259 (2022)                        | 7,6                | modifier les données · modifier les données |
| Saint-Privé                   | 89365      | CC de Puisaye-Forterre | 41,41            | 518 (2022)                        | 13                 | modifier les données · modifier les données |
| Tannerre-en-Puisaye           | 89408      | CC de Puisaye-Forterre | 28,93            | 271 (2022)                        | 9,4                | modifier les données · modifier les données |
| Villeneuve-les-Genêts         | 89462      | CC de Puisaye-Forterre | 24,69            | 308 (2022)                        | 12                 | modifier les données · modifier les données |
| Villiers-Saint-Benoît         | 89472      | CC de Puisaye-Forterre | 34,04            | 433 (2022)                        | 13                 | modifier les données · modifier les données |
| Canton de Cœur de Puisaye     | 8909       |                        | 718,06           | 15 307 (2022)                     | 21                 | modifier les données                        |

## Démographie
En 2022, le canton comptait 15 307 habitants, en évolution de −6,76 % par rapport à 2016 (Yonne : −1,95 %, France hors Mayotte : +2,11 %).
| 2013   | 2018   | 2022   |
| ------ | ------ | ------ |
| 16 818 | 15 892 | 15 307 |